# Чемпионат мира по конькобежному спорту на отдельных дистанциях 2019 — командный спринт (мужчины)
Соревнования в командном спринте среди мужчин на чемпионате мира по конькобежному спорту на отдельных дистанциях 2019 года прошли 7 февраля на катке Макс Айхер Арена в Инцелле, Германия. Участие приняли 8 команд. Был установлен рекорд катка.

## Результаты
| Место | Пара | Страна                                                              | Время           | Отставание      |
| ----- | ---- | ------------------------------------------------------------------- | --------------- | --------------- |
| 1     | 4    | Нидерланды · Роналд Мюлдер · Кьелд Нёйс · Кай Вербей                | 1:19,05         | TR              |
| 2     | 2    | Республика Корея · Чха Мин Гю · Ким Джун Хо · Ким Тхэ Юн            | 1:20,00         | +0,95           |
| 3     | 3    | Россия · Руслан Мурашов · Виктор Муштаков · Павел Кулижников        | 1:20,10         | +1,05           |
| 4     | 1    | Германия · Денни Иле · Нико Иле · Йоэль Дуфтер                      | 1:20,59         | +1,54           |
| 5     | 4    | Польша · Марцин Баханек · Пётр Михалский · Артур Ногаль             | 1:22,76         | +3,71           |
| 6     | 2    | Беларусь · Игнат Головатюк · Алексей Кирпичник · Виталий Михайлов   | 1:23,51         | +4,46           |
| —     | 1    | Китай · Wu Yu · Ван Шивэй · Нин Чжунянь                             | Дисквалификация | Дисквалификация |
| —     | 3    | Норвегия · Бьёрн Магнуссен · Ховар Лорентсен · Хенрик Фагерли Рукке | Дисквалификация | Дисквалификация |